# Tu i jo
Tu i jo (títol original en anglès: An Affair to Remember) és una pel·lícula dels Estats Units de Leo McCarey, estrenada el 1957. Ha estat doblada al català.
Considerada com una de les principals pel·lícules d'amor de tots els temps per l'American Film Institute, es tracta d'un remake de la pel·lícula Love Affair dirigida divuit anys abans pel mateix Leo McCarey amb Charles Boyer i Irene Dunne.

## Argument[2]
Terry McKay, interpretada per Deborah Kerr, és una encisadora cantant de cabaret. En una travessia en paquebot, troba Nickie Ferrante (Cary Grant), faldiller d'origen italià. S'enamoren perdudament, però cadascú d'ells ja està promès. Decideixen que si el seu amor és real i fort, sobreviurà a 6 mesos de separació.
És el temps que es donen per acabar les seves relacions respectives, així com, per Nickie, guanyar-se la vida, i situar-se per tal d'esposar Terry. Queden 6 mesos més tard en el cim de l'Empire State Building.
Passen els 6 mesos. El dia convingut, Nickie és el primer a arribar dalt de la torre. Però Terry, nerviosa pel retrobament, corre entre els cotxes i és atropellada per un vehicle. Ell l'espera en va. Té les cames paralitzades, però es nega per orgull que sigui informat. El seu expromès, enamorat, s'ocupa d'ella.

Mesos més tard, la vigília de Nadal, Nickie la veu per atzar en un concert. Aconsegueix la seva adreça i la va a veure l'endemà al vespre. Allà, s'assabenta de l'accident, i comprèn per què no va arribar aquell famós dia, en el cim de l'Empire State Building. La història acaba amb aquesta frase de Terry McKay: 
| « | If you can paint, I can walk - anything can happen, right? | » |

 (Si pots pintar, puc tornar a caminar també. Tot és possible, no?).

## Repartiment
- Cary Grant: Nickie Ferrante
- Deborah Kerr: Terry McKay
- Richard Denning: Kenneth Bradley
- Neva Patterson: Lois Clark
- Cathleen Nesbitt: àvia Janou
- Fortunio Bonanova: Courbet
- Charles Watts: Ned Hathaway
- Minta Durfee: una passatgera del vaixell
- Alberto Morin (no surt als crèdits): El bàrman

## Al voltant de la pel·lícula
- Aquesta pel·lícula és considerada com una de les grans referències del cinema romàntic, igual com  Love Story el 1944, o Alguna cosa per recordar el 1993. Alguna cosa per recordar dirigida per Nora Ephron, amb Tom Hanks i Meg Ryan, fa diverses al·lusions a An Affair to Remember . En una escena, una dona, plorant, prova d'explicar a dos homes estupefactes per què es tracta d'una gran obra romàntica i trasbalsadora. A més, la cita entre Meg Ryan i Tom Hanks és en el cim de l'Empire State Building.
- An Affair to Remember  és també el nucli del guió de la pel·lícula de Tonie Marshall Au plus près du paradis (2002), interpretada per Catherine Deneuve.
- Una adaptació índia ha estat dirigida el 1999 amb Aamir Khan i Manisha Koirala amb el títol de MANN. És més dramàtica que la versió americana: en lloc de trobar-se paralítica, l'heroïna té amputades les dues cames.

## Premis i nominacions

### Nominacions[4]
- 1958: Oscar a la millor fotografia per [9]Milton R. Krasner
- 1958: Oscar a la millor banda sonora per Hugo Friedhofer
- 1958: Oscar a la millor cançó original per Harry Warren (música), Harold Adamson (lletra), Leo McCarey (lletra) per la cançó "An Affair to Remember"
- 1958: Oscar al millor vestuari per Charles Le Maire